# Равно огледало
Равно огледало је углачана равна површина која одбија највећи део упадних зрака. Такве углачане површине могу бити огледало, стакло, мирна површина воде.
Формирани лик равног огледала је нестваран, јер се не добија помоћу стварних зракова. Предмет и лик се налазе на истој нормали.
Једначина равног огледала је: {\displaystyle p=l}

## Закривљена огледала
Огледала која нису равна, могу бити конвексна или конкавна. Конвексна огледала се још називају и испупчена, а конкавна огледала издубљена. Сферно огледало може бити и конкавно и конвексно. 
Сферно огледало је део углачане сферне површи са рефлексионим слојем.
Једначина огледала даје везу између жижне даљине и даљине лика и предмета. За сферно огледало, једначина огледала је:
{\displaystyle {\frac {1}{p}}+{\frac {1}{l}}={\frac {1}{f}}}

## Принцип рада
Ако је дато равно огледало и светли тачкасти предмет, сви светлосни зраци из тачкастог предмета који падају на огледало одбиће се према закону одбијања. Сви зраци су после одбијања дивергентни и то тако као да долазе из замишљене тачке која се налази иза огледала и назива се лик тачкастог предмета. Положај лика је симетричан са положајем предмета у односу на огледало. Пошто се у замишљеној тачки која представља лик не секу одбијени зраци него њихови геометријски продужеци, такав лик се назива имагинаран или замишљен. Тај лик је на истом растојању од огледала као и предмет. Знајући како се добија лик тачке можемо наћи и лик било ког предмета. Довољно је узети зраке карактеристичних тачака предмета и наћи њихове ликове. Величина лика биће једнака величини предмета али ће лик бити обрнут (на пример десну руку видимо као леву).

## Примена
Равно огледало је у свакодневној употреби. Примењује се у науци и техници код разних оптичких инструмената када је потребно променити правац светлосног зрака. 
- Примена равног огледала је у перископима који се користе у подморницама за посматрање кретања бродова по површини мора, служи да се виде аутомобили иза великих кривина и слично. Састоји се од цеви на чијим крајевима се налазе два равна огледала постављена под углом од 45°. Светлосни зраци се два пута одбијају док не дођу у око посматрача.[5]

## Занимљивости
- Да се све површине око нас имају особине равних огледала, не бисмо могли да видимо предмете око нас. Сунчеви зраци падају паралелно на равно огледало и тако се одбијају. Нпр. на неравној површини снега Сунчеви зраци се дифузно одбијају (у свим правцима) и та појава нам омогућује свакодневно гледање предмета.